# .se
.se е интернет домейн от първо ниво за Швеция. Представен е през 1986 г. Администрира се от .se.